# Fer et Flamme
Fer et Flamme (stylisé Fer & Flamme) est un jeu vidéo de Rôle, développé et édité par Ubisoft, sorti en 1986 sur Amstrad CPC. Le jeu est conçu par Hervé Lange, qui fondera quelques années plus tard la société Computer's Dream responsable de B.A.T..

## Scénario
À une époque où régnaient les plus forts, vint un jour où le combat éternel entre le Bien et le Mal atteignit son paroxysme. Ce jour-là, la lutte tumultueuse tourna à l'avantage du mal. Ce jour-là naquit un monde de décadence et de chaos. Aujourd'hui, le pays est sous l'emprise de l'infâme Khall et de ses terrifiants pouvoirs. Seul un groupe de vaillants aventuriers va entreprendre de lui tenir tête pour ainsi, restaurer la paix à Thulynthe.

## Autour du jeu
L'écran titre est adapté de l'affiche française du film L'Épée sauvage (The Sword and the Sorcerer). Il s'agit du premier film américain réalisé par Albert Pyun en 1982.